# Piotr Zorin
Piotr Michajłowicz Zorin (ur. 1910 we wsi Kwaszkino w powiecie i obwodzie twerskim, zm. w lutym 1985 w Kalininie) – funkcjonariusz radzieckich organów bezpieczeństwa, jeden z wykonawców zbrodni katyńskiej.
Miał wykształcenie podstawowe, od 1933 w Komsomole, od 1935 w NKWD, od 1935 strażnik-nadzorca Zarządu NKWD obwodu kalinińskiego. Od 1 maja 1938 nadzorca więzienia Zarządu Bezpieczeństwa Państwowego (UGB) Zarządu NKWD obwodu kalinińskiego, wiosną 1940 uczestniczył w masowym mordzie na polskich więźniach obozu w Ostaszkowie, za co 26 października 1940 ludowy komisarz spraw wewnętrznych ZSRR Ławrientij Beria przyznał mu nagrodę pieniężną. W 1954 nadzorca 1. kategorii więzienia wewnętrznego Zarządu KGB obwodu kalinińskiego w stopniu starszego sierżanta.

## Odznaczenia
- Order Czerwonego Sztandaru (5 listopada 1954)
- Order Czerwonej Gwiazdy (25 lipca 1949)
- Medal „Za zasługi bojowe” (19 stycznia 1945)